# Paradelphomyia (Oxyrhiza) interposita
Paradelphomyia (Oxyrhiza) interposita is een tweevleugelige uit de familie steltmuggen (Limoniidae). De soort komt voor in het Palearctisch gebied.